# 58e cérémonie des Golden Horse Film Festival and Awards
La 58e cérémonie des Golden Horse Film Festival and Awards se déroule le 27 novembre 2021 au Sun Yat-sen Memorial Hall à Taipei, Taïwan. Organisé par le Taipei Golden Horse Film Festival Executive Committee, ces prix récompensent les meilleurs films en  langue chinoise de 2020 et 2021.
Le film The Falls de Chung Mong-hong remporte le prix du meilleur film.

## Palmarès

### Meilleur film
- The Falls de Chung Mong-hong
  - The Soul de Cheng Wei-hao
  - Drifting de Li Jun
  - American Girl de Fiona Roan Feng-i
  - Till We Meet Again de Giddens Ko

### Meilleur documentaire
- Revolution of Our Times de Kiwi Chow

### Meilleur réalisateur
- Clara Law pour Drifting Petals
  - Cheng Wei-hao pour The Soul
  - Chung Mong-hong pour The Falls
  - Li Jun pour Drifting
  - Ho Wi Ding et Hu Chih-hsin pour Terrorizers

### Meilleur acteur
- Chang Chen pour The Soul
  - Kai Ko pour Moneyboys
  - Cheng Jen-shuo pour Gatao - The Last Stray
  - Roy Chiu pour Man in Love
  - Francis Ng pour Drifting

### Meilleure actrice
- Alyssa Chia pour The Falls
  - Gingle Wang pour The Falls
  - Chen Shiang-chyi pour Increasing Echo
  - Karena Lam pour American Girl
  - Caitlin Fang pour American Girl

### Meilleur acteur dans un second rôle
- Liu Kuan-ting pour Treat or Trick
  - Lung Shao-hua pour Gatao - The Last Stray
  - Tse Kwan-ho pour Drifting
  - Will Or pour Drifting
  - Umin Boya pour Till We Meet Again

### Meilleure actrice dans un second rôle
- Wang Yu-xuan pour Goddamned Asura
  - Chung Hsin-ling pour Man in Love
  - Loletta Lee pour Drifting
  - Annie Chen pour Terrorizers
  - Wen Chen-ling pour Leave Me Alone

### Meilleur nouveau réalisateur
- Fiona Roan pour American Girl

### Meilleur nouvel interprète
- Caitlin Fang pour American Girl

### Meilleur scénario original
- Chung Mong-hong et Chang Yao-sheng pour The Falls

### Meilleur scénario adapté
- Jun Li pour Drifting

### Meilleure photographie
- Giorgos Valsamis pour American Girl

### Meilleurs effets spéciaux
- Tomi Kuo, Liu Wei-yi et Cheng Wei-hao pour The Soul

### Meilleure direction artistique
- Huang Mei-ching, Liang Shuo-lin et Liao Huei-li pour The Soul

### Meilleurs maquillages et costumes
- Singing Lin, Hsiao Pai-chen, Liu Hsien-chia pour Till We Meet Again

### Meilleure chorégraphie d'action
- Chan Man-fai, Chu Ke-feng, Feng Ren-zhi pour Nezha

### Meilleure musique originale
- Luming Lu pour The Falls

### Meilleure chanson originale
- I Missed You pour I Missed You

### Meilleur montage
- Shieh Meng Ju pour The Soul

### Meilleur son
- R.T KAO, Chu Shih-yi pour Till We Meet Again

### Prix du public
- American Girl

### Prix FIPRESCI
- American Girl

### Outstanding Taiwanese Filmmaker of the Year
- Frank Chen

### Lifetime Achievement Award
- Lin Tsan-ting
- Tsai Yang-ming